# 墨脱翠䗛
墨脱翠䗛（学名：Calvisia medogensis），一种分布于中华人民共和国西藏自治区墨脱县的昆虫，是长角棒䗛科翠䗛属的一种。本种在2023年被收录入《有重要生态、科学、社会价值的陆生野生动物名录》。

## 形态特征
墨脱翠䗛雄性体形中等，体长53—55毫米，雌性比雄性略粗大。头部呈球形，两侧为淡褐色。身体背面、足、前翅和后翅除臀域外的部分为翠绿色。后翅臀域为褐色，其边缘具有9个三角形的白色斑纹。前翅基部具有一个明显的黄色斑纹。中胸背板中部之后具有一对明显钝的锥形刺。三对足的股节顶端和胫节基部为淡黄色。

## 外部连接
- 墨脱翠䗛 12200077，国家动物标本资源库